# Иджъсие
Иджъсие (на китайски: 伊稚邪; на пинин: Yīzhìxié) е шанюй на хунну, управлявал в периода 126 – 114 година пр.н.е.

## Живот
Той е по-малък брат на шанюя Дзюнчън и внук на Маодун, който създава централизираната държава на хунну. След смъртта на Дзюнчън Иджъсие взима властта със сила, като се налага над по-старшия претендент за трона Юби. Управлението му преминава в условията на започналата през 133 година пр.н.е. война с империята Хан, където император Уди се опитва да наложи своята хегемония в източните части на Централна Азия.
През първите години от управлението на Иджъсие хунну организират поредица от нападения срещу съседните провинции на Хан, опитвайки се да си върнат контрола над загубения малко преди това Ордос, но не постигат успех и през 123 година пр.н.е. Иджъсие е принуден да пренесе столицата си на север от Гоби. През следващите години Хан извършват поредица успешни нападения срещу владенията на хунну в днешен Гансу.
През 114 година пр.н.е. Иджъсие умира и е наследен от своя син Ууей.